# 德黑蘭口音
德黑蘭口音 (波斯語：لهجهٔ تهرانی)或德黑蘭方言 (گویش تهرانی)，是德黑蘭的一種波斯語方言，也是西波斯語最常見的口語變體。與標準波斯語比，德黑蘭方言缺少原始波斯語的雙元音，並傾向融合某些音。德黑蘭口音不應與老德黑蘭方言混淆，後者是西北伊朗語支，屬中部方言群。
德黑蘭口音的一些詞彙可能衍生自西北伊朗語支的拉齊方言(Razi dialect)，例如：sūsk（甲蟲；蟑螂）、jīrjīrak（蟋蟀）、zālzālak（荊棘）、 vejīn（除草）。

## 歷史
目前的德黑蘭口音誕生於卡扎尔王朝和德黑蘭本地人語言不同。古德黑蘭方言仍然存在於謝米蘭、達馬萬德地區。儘管它有可能滅絕。
在德黑蘭的每一個地區，此方言都受到鄰近城市的影響，凡納克、謝米蘭、塔傑里什等北部地區有馬贊德蘭語，與雷伊毗鄰的德黑蘭南部地區有拉齊語，也受到伊朗西北部的塔蒂語影響。
根據Garnik Asatorian的說法，150年或200年前德黑蘭是使用馬贊德蘭語或拉齊語。據他觀點，波斯語不是任何伊朗部落或亞文化語言。事實上，波斯人就是忘記了地方語言和方言，而使用標準語的人。即使是德黑蘭附近的瓦拉明跟凡納克人，在不遠過去也有自己的語言，顯然與塔巴里語接近，或是库姆、Jasb、納拉格等地區使用拉齊語。

## 與標準波斯語的差異
底下是一些主要區別：
- 簡化一些內部輔音群：
  - 標準波斯語 /zd/ ↔ 德黑蘭口音 /zː/，範例：دزدى /dozdi/ ↔ /dozːi/
  - 標準波斯語 /st/ ↔ Tehrani /sː/，範例：داسته /dæste/ ↔ /dæsːe/; په‌سته /peste/ ↔ /pesːe/
- 一些元音提升和雙元音丟失：
  - 標準波斯語 آم،آن/ɒːn, ɒːm/ ↔ 德黑蘭口音 /uːn, uːm/，範例：بادام /bɒːdɒːm/ ↔ /bɒːduːm/
  - 標準波斯語 /e/ ↔ 德黑蘭口音 [i]，範例：جگر /dʒegær/ ↔ [dʒigær]; شکار /ʃekɒːr/ ↔ [ʃikɒːr]; کشمش /keʃmeʃ/ ↔ [kiʃmiʃ]

## 來源
- Baghbidi, Hassan Rezai. . Der Islam (De Gruyter). 2016, 93 (2): 403–412. doi:10.1515/islam-2016-0034.